# Campionati canadesi di sci alpino 1982
Ai Campionati canadesi di sci alpino 1982 furono assegnati i titoli di discesa libera, slalom gigante e slalom speciale, sia maschili sia femminili.
Trattandosi di competizioni valide anche ai fini del punteggio FIS, vi parteciparono anche sciatori di altre federazioni, senza che questo consentisse loro di concorrere al titolo nazionale canadese.

## Risultati
| Specialità      | Uomini      | Donne          |
| --------------- | ----------- | -------------- |
| Discesa libera  | Urs Räber   | Dianne Lehodey |
| Slalom gigante  | Jim Read    | Lynn Lacasse   |
| Slalom speciale | Peter Monod | Lynn Lacasse   |